# Captain Swift (film 1920)
Captain Swift è un film muto del 1920 diretto da Tom Terriss e Chester Bennett (prologo).

## Trama
Un famigerato fuorilegge australiano riesce a scappare in Inghilterra, vivendo sotto falso nome ed entrando nell'alta società londinese.